# Великий Черемель
Великий Черемель (укр. Великий Черемель) — село, входит в Великоозерянский сельский совет Дубровицкого района Ровненской области Украины.
Население по переписи 2001 года составляло 154 человека. Почтовый индекс — 34146. Телефонный код — 3658. Код КОАТУУ — 5621881303.

## Местный совет
34146, Ровненская обл., Дубровицкий р-н, с. Великие Озёра, ул. Бегмы, 60.